# Кобзев, Анатолий Васильевич
Анатолий Васильевич Кобзев (3 января 1944, Хабаровск, РСФСР, СССР — 24 июня 2021, Томск, Российская Федерация) — ректор Томского государственного университета систем управления и радиоэлектроники (ТУСУР) с 1999 по 2009 годы.

## Образование
Окончил факультет автоматических систем Томского политехнического института (ТПИ; 1967), инженер-электрик, специальность: электрооборудование летательных аппаратов. Окончил аспирантуру ТПИ (1972). Доктор технических наук (1982), профессор (1984). Академик Академии инженерных наук Российской Федерации (1995).

## Научно-педагогическая деятельность
- В 1967—1969 — инженер, ассистент ТПИ.
- В 1969—1972 — аспирант ТПИ.
- В 1972—1980 — старший научный сотрудник, заведующий сектором, заведующий лабораторией НИИ магнитно-вентильных регуляторов НИИ автоматики и электромеханики (НИИ АЭМ)[3].
- С 1980 — заведующий кафедрой промышленной электроники ТИАСУР[2][3].
- С 1999 по декабрь 2009 — ректор ТУСУР[4][5]. Научный руководитель лаборатории импульсно-модуляционных энергетических систем «ЛИМЭС»[2].
- С декабря 2009 — президент ТУСУР[2][5], заведующий кафедрой Промышленной электроники, активно продвигающий модернизацию образовательного процесса в своем вузе.

Научная специализация — нелинейные импульсные системы, импульсная модуляция, математическое моделирование, силовая электроника, автоматическое управление, электропривод.
Создатель крупнейшего за Уралом Томского межвузовского центра дистанционного образования, ряда научно-исследовательских институтов, организованных по принципу интеграции с малыми инновационными предприятиями. Организатор открытого в 2004 году на базе ТУСУР Межвузовского студенческого бизнес-инкубатора «Дружба» — единого территориального комплекса, в котором студентам и аспирантам на конкурсной основе предоставляется возможность пользоваться всеми необходимыми сервисными компонентами инновационной деятельности, что помогает им начать свой бизнес на основе коммерчески значимой идеи. ТУСУР вошёл в число победителей конкурса инновационных образовательных программ вузов на 2007—2008 года.
Изобретатель СССР (1979), Почётный работник высшего профессионального образования России (1997). Лауреат премии Томской области в сфере образования и науки (2002, 2005). Награждён медалью им. К. Э. Циолковского (2002), орденом Дружбы (2004). Почётный гражданин города Томска (2022, посмертно).

## Общественно-политическая деятельность
В 1990—1993 — народный депутат России , представлял движение «Демократическая Россия». Был сопредседателем организации «Демократической России» в Томской области. С 1994 был членом партии «Демократический выбор России» (ДВР), входил в состав политсовета её томского регионального отделения. Один из учредителей томского регионального отделения Союза правых сил (СПС), с февраля 2004 — его председатель.
В 2005—2007 — депутат Думы города Томска четвёртого созыва, избран от избирательного блока СПС+«Яблоко»), председатель комитета по науке, вузам и инновациям. С марта 2007 — депутат Государственной думы Томской области (избран по списку СПС).
Председатель Томского отделения Российского союза промышленников и предпринимателей, председатель совета Томской торгово-промышленной палаты, президент Фонда социальной поддержки работников высшей школы, президент ОАО «Томский Международный деловой центр „Технопарк“».
Умер в Томске 24 июня 2021 года.

## Семья
- Отец — Василий Павлович Кобзев[10].
- Мать — Аграфена Даниловна, урождённая Криницына[10].
- Супруга — Тамара Константиновна, урождённая Ибрагимова.[источник не указан 1511 дней]
- Дочь — Елена Анатольевна Зернаева.[источник не указан 1511 дней]
- Сын — Геннадий Анатольевич Кобзев.[источник не указан 1511 дней]
- Внук — Михаил Геннадьевич Кобзев.[источник не указан 1511 дней]